# Leonardo Pereznieto
Leonardo Pereznieto (Ciudad de México, 1969) es un reconocido escultor, pintor, dibujante, grabador y conferencista mexicano. 

## Biografía
Nació en la Ciudad de México en 1969. Ha expuesto en galerías y museos de ciudades como París y Florencia, Londres, Montecarlo, Fráncfort, Nueva York, Los Ángeles, etc. así como en el interior de la República Mexicana.
Ha impartido más de 50 conferencias alrededor del mundo, incluyendo las pronunciadas en la NY Academy of Art, Universidad de Míchigan, el Centro de Celebridades de Florencia y el Tec de Monterrey. 
Entre los galardones que se le han otorgado destacan:
Medalla de Oro en el Premio Italia a las Artes Visuales.
Premio Florencia de escultura.
Premio del International Art Festival, Nueva York.
Premio Mozart de escultura, Niza (Francia). 
Premio Bell´Art, Portugal. 
familia
Es director de artes visuales de Artists for Human Rights, México. Para el mundo de la moda, Pereznieto hizo una escultura que entregó al diseñador colombiano Esteban Cortázar en la New York Fashion Week del 2007. Otra de sus obras se la entregó como reconocimiento por su trayectoria a Agatha Ruiz de la Prada en el 2010.
actualmente tiene un programa en YouTube llamado ARTE DIVIERTE

## Galería

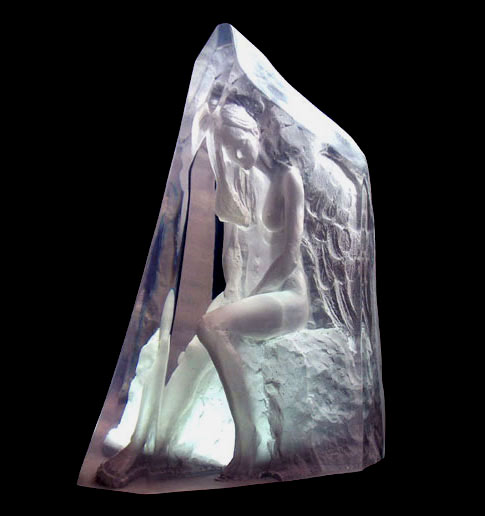
"Ángel guardián".
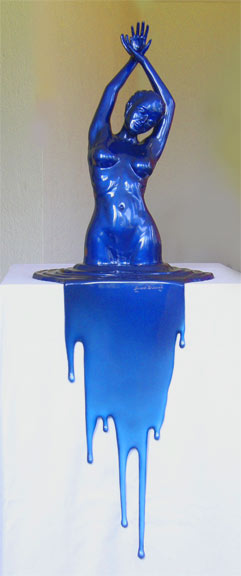
"La fuente de la vida".